# Cubana de Aviación
Cubana de Aviacón, är Kubas statliga flygbolag. Flygbolaget hade år 2013 3 leasade Airbus samt med flygplan av typerna Tupolev 204, Antonov An-158 samt Iljusjin Il-96.